# 澳洲狐鰹
澳洲狐鰹為輻鰭魚綱鱸形目鯖亞目鯖科的其中一種，分布於西南太平洋區，包括澳洲東南部、紐西蘭海域，體長可達180公分，棲息在沿岸海域，成群活動，可做為食用魚、遊釣魚。

## 擴展閱讀
維基物種上的相關：澳洲狐鰹